# Kommunvapen

Ett exempel på ett kommunvapen, vapnet för Borlänge i Sverige. Blasonering: Medelst vågskuror två gånger av blått, silver och rött styckad sköld, i första fältet ett järnmärke och i tredje en balkvis ställd yxa, båda av silver.

Ett kommunvapen är en kommuns heraldiska vapen. Det förekommer ofta i marknadsföringssammanhang och på broschyrer och blanketter samt på vägskyltar vid kommungränsen.
De allra flesta kommunerna i Europa har kommunvapen, liksom många kommuner i länder utanför Europa som har influerats av europeisk kultur. Vapnet föreställer nästan alltid något som har en nära anknytning till kommunen.
Vapnet skall följa heraldikens regler (annars är det per definition egentligen inget vapen). För detta ändamål kan kommuner i vissa länder få hjälp av en statlig heraldisk myndighet, till exempel i Sverige av statsheraldikern.
Vapnet för en kommun som har status av stad har ofta en murkrona ovanpå skölden. Denna ser något olika ut i olika länder.

## Detaljutformning och tolkning av kommunvapen
Eftersom ett kommunvapen är just ett heraldiskt vapen, snarare än en logotyp, uppstår det ibland missförstånd kring ett kommunvapens detaljutformning. Det som gäller är blasoneringen, det vill säga beskrivningen av vapnets innehåll med ord. Till en och samma blasonering är olika detaljutformningar och konstnärliga tolkningar möjliga. I samband med att nätencyklopedin Wikipedia 2007 påstods använda ”förvanskade” versioner av vissa svenska kommuners vapen påpekade statsheraldikern Henrik Klackenberg att ”Ett kommunvapen är fastställt och registrerat som en beskrivning i ord och därför finns det lika många korrekta framställningar av vapnet som det finns konstnärer, så länge beskrivningen av vapnet följs.”